# Piotr Szczepański (filmowiec)
Piotr Szczepański (ur. 24 października 1975 w Łodzi) – polski operator, reżyser i scenarzysta. Realizator reklam i wideoclipów. 

## Życiorys
Syn filmoznawcy Tadeusza Szczepańskiego.
Absolwent Wydziału Operatorskiego Państwowej Wyższej Szkoły Filmowej, Telewizyjnej i Teatralnej im. Leona Schillera w Łodzi.

## Nagrody i wyróżnienia
Laureat:
- Wyróżnienia Jury na Międzynarodowym Festiwalu Sztuki Autorów Zdjęć Filmowych Camerimage w Toruniu za etuidę fabularną Chrzest (The Baptism), w 1997 roku,
- Wyróżnienia za zdjęcia na Międzynarodowym Festiwalu Filmowym Etiuda w Krakowie za film absolutoryjny Na kwadrans przed śmiercią Roland T. już nie żył, w 1998 roku,
- Srebrnej Kijanki na Międzynarodowym Festiwalu Sztuki Autorów Zdjęć Filmowych Camerimage w Toruniu za etuidę Q, w 1999 roku,
- Grand Prix oraz Nagrody Specjalnej za reżyserię reklamy Pringles – Głodomór na IV Studenckim Konkursie Filmów Reklamowych Kodak w Krakowie, w 2000 roku,
- Srebrny Medal Klubów Filmowych w Montecatini-Terme za etuidę Q, w 2000 roku,
- Nagroda za zdjęcia w etuidzie Q na festiwalu w Drama, w 2000 roku,
- Grand Prix – „Złoty Lajkonik”, Nagrody Kodak dla najlepszego reżysera oraz Nagrody Wyszehradzkiej na Międzynarodowym Konkursie Krakowskiego Festiwalu Filmowego za film Generacja C.K.O.D., w 2004 roku,
- Wyróżnienia honorowego na XXXI Ińskim Lecie Filmowym za film Generacja C.K.O.D., w 2004 roku,
- Grand Prix Nokia Mobile Movie Competition na XXI Warszawskim Międzynarodowym Festiwalu Filmowym za film Przyszłość polskiej kinematografii, w 2005 roku,
- Nagrody Prezesa Stowarzyszenia Filmowców Polskich na 32. Festiwalu Polskich Filmów Fabularnych w Gdyni za film Aleja Gówniarzy, w 2007 roku oraz
- Wyróżnienia honorowego za Najlepszy montaż na Toruń Film Festiwal TOFFi za film Aleja Gówniarzy, w 2007 roku.

## Filmografia
- Aleja Gówniarzy (2007) – reżyseria, scenariusz, zdjęcia, operator kamery, opracowanie muzyczne, montaż, koproducent
- Przyszłość polskiej kinematografii (2005) – reżyseria
- Generacja C.K.O.D. (2004) – reżyseria, scenariusz, zdjęcia
- Siedem dni (2003, etiuda szkolna) – zdjęcia
- Dzień świra (2002) – operator kamery
- Listy miłosne (2001) – operator kamery
- Kawaleria powietrzna (2000) – zdjęcia
- Zapach deszczu (2000) – zdjęcia
- ... i cicho ciało spocznie w grobie (1999) – zdjęcia
- Hladik (1999) – współpraca operatorska
- Ja jestem Jurek (1999) – zdjęcia, operator kamery
- Kardiofemia (1999) – zdjęcia
- Q (1999, etiuda) – reżyseria, scenariusz, zdjęcia, dźwięk, montaż
- Wrota Europy (1999) – współpraca operatorska
- Na kwadrans przed śmiercią Roland T. już nie żył (1998) – reżyseria, scenariusz, dźwięk, zdjęcia, montaż
- Emkazet Łódź (1998) – reżyseria, scenariusz, dźwięk, zdjęcia, montaż
- Bliscy krewni nieczystości (1997) – zdjęcia
- Chrzest (The Baptism) (1997) – reżyseria, scenariusz, dźwięk, zdjęcia, montaż
- Pepsi max (1997, etiuda) – realizacja
- Sposób na Moravię (1997) – współpraca
- Aisa (1996) – współpraca
- El Porompompero (1996) – współpraca
- Madjid (1996) – zdjęcia
- Manifest (1996, widowisko telewizyjne) – zdjęcia
- Theatre Optique (1996) – współpraca operatorska
- Ona (1995, etiuda) – realizacja
- 20 lat później (1993) – fotosy

## Spektakle
- Wesołe miasteczko – prawie bajka (2004) – zdjęcia
- Tama (2004) – operator kamery
- Sesja kastingowa (2002) – zdjęcia, operator kamery
- Moja córeczka (2000) – operator kamery
- Temida jest kobietą czyli historie zapożyczone od Guy de Maupassanta (1999) – operator kamery